# Duchoburcy
Duchoburcy, pneumatomachowie – doktryna chrześcijańska z IV wieku nieuznająca Ducha Świętego jako współistotnego Ojcu i Synowi. Według nich Duch Święty jest sługą Syna i został przez niego stworzony. Swoje stanowisko argumentowali tym, iż biblijne teksty nigdzie bezpośrednio nie określają Ducha Świętego terminem Bóg.
Duchoburcy spotykani są w dwóch oddzielnych grupach, których wzajemny związek nie jest udowodniony:
- w Azji Mniejszej, gdzie zwani są macedonianami od biskupa Konstantynopola Macedoniusza I;
- w Egipcie, gdzie nazywano ich  tropikami, od figury (tropos).

Obydwie grupy w swej argumentacji odwołują się szczególnie do dwóch fragmentów Biblii: Am 4,12–13 oraz 1 Tm 5,21.
Poglądy duchoburców na temat Ducha Świętego podzielali także skrajni arianie, na czele z Eunomiuszem z Kizyku – czołowym ideologiem anomejczyków.
Przeciwnikami pneumatomachów byli m.in. Atanazy Wielki, Teodor z Mopsuestii i Bazyli Wielki. Ich nauczanie doprowadziło do potępienia poglądów duchoburców na Soborze Konstantynopolskim I i dodania do Credo artykułów o Duchu Świętym.